# Климент Кароль Сарницький

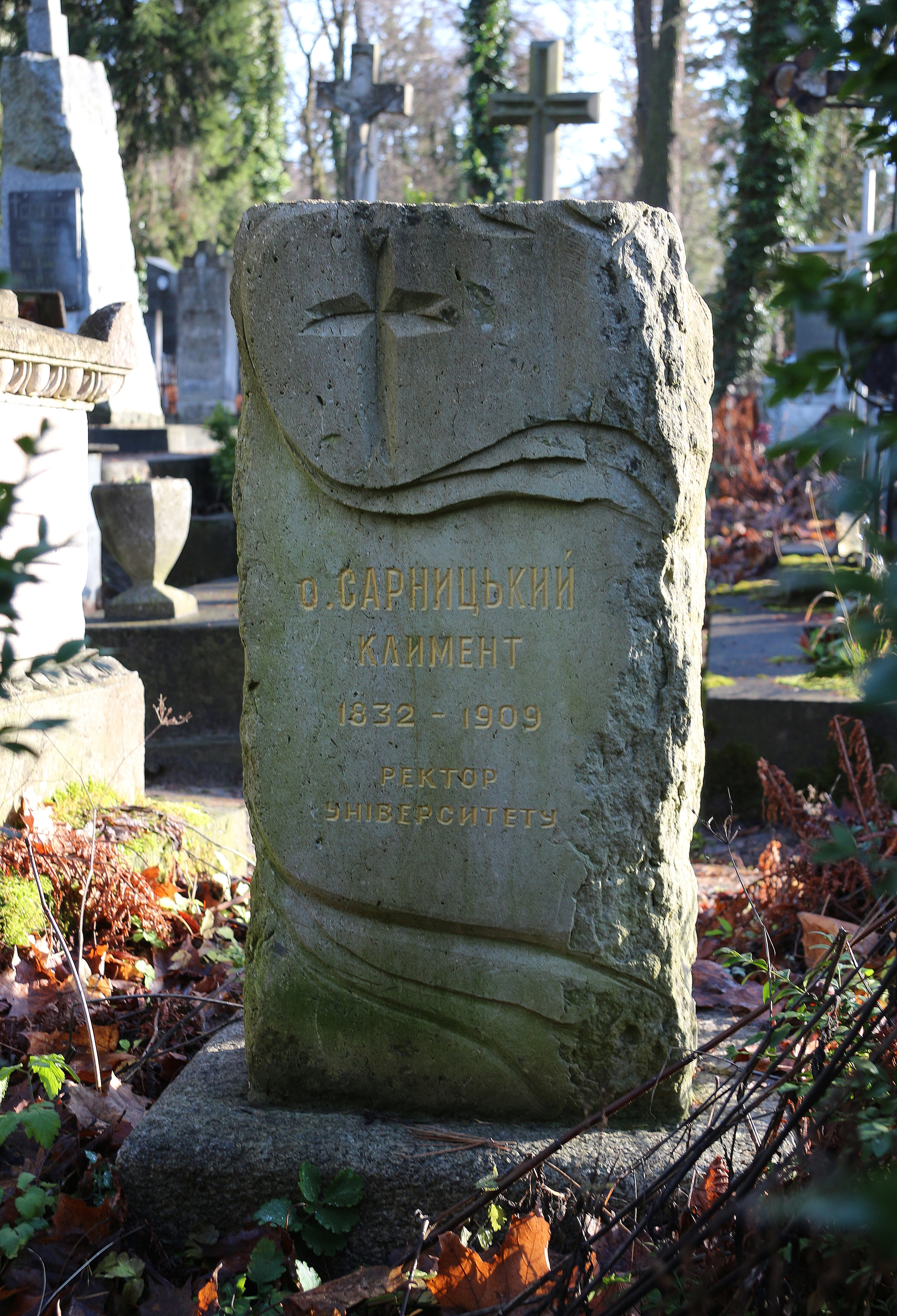

Климе́нт Ка́роль Сарни́цький  (пол. Klemens Sarnicki; 31 жовтня 1832, Львів — 8 жовтня 1909, там само) — український греко-католицький діяч, священник-василіянин, суплент (1867), згодом професор біблійних наук Львівського Університету (4 рази декан богословського факультету і двічі ректор — 1880—1881 і 1889—1890).

## Життєпис
Від 1867 ігумен львівського монастиря святого Онуфрія і протоігуменський дорадник; як протоігумен галицьких василіян (з 1878), за дорученням папи Льва XIII розпочав під проводом членів єзуїтського ордену реформу Чину (1882—1904). 1902 — дістав титул архимандрита.
Співредактор (1871) церковного журналу «Рускій Сіон», співавтор «Werzer-Welte, Kirchenlexikon». Автор польської граматики гебрейської мови для студентів (1899—1901, 1906), пояснень псалмів та інших богослужбових біблійних пісень (1888, 1903) та інших духовних книжок та перекладів.
28 вересня 1902 року нагороджений командорським хрестом ордена Франца Йосифа
Похований на 12 полі Личаківського цвинтаря.

## Праці

### Статті
- Die slavische [Bibel]übersetzungen // Hergenröther Joseph — Kaulen Franz Philip ed., Wetzer und Welte's Kirchenlexikon, oder Encyklopädie der katholischen theologie und ihrer hülfswissenschaften, 2. — Freiburg im Breisgau, 1883. — S. 731—737.
- Das griechische Brevier // Hergenröther Joseph — Kaulen Franz Philip ed., Wetzer und Welte's Kirchenlexikon, oder Encyklopädie der katholischen theologie und ihrer hülfswissenschaften, 2. — Freiburg im Breisgau, 1883. — S. 1279—1283.
- Мойсеєва повість о сотвореню сего світа // Рускій Сіон. — 1871—1875.
- О самородстві (generatio aequivoca) // Душпастир. — 1889. — ч. 3. — С. 81—83, 187—190, 216—220.
- Теорія походження голошена Дарвіном // Душпастир. — 1889. — ч. 3. — С. 385—387, 414—416, 444—447, 470—471.
- Человік і звіря // Душпастир. — 1890. — ч. 4. — С. 89-91, 113—116, 144—146, 206—210, 273—276, 394—398, 445—447.
- О єдности рода людського // Душпастир. — 1891. — ч. 5. — С. 444—448, 447—481, 508—512, 543—547, 574—578, 599—603; 1892. — ч. 6. — С. 76—79, 126—131, 175—179.
- О долгім житю людей в первістнім часі: Старозавітна хронологія // Душпастир. — 1892. — ч. 6. — С. 461—466, 481—485, 505—508.
- О віці рода людського // Душпастир. — 1893. — ч. 7. — С. 193—197, 222—230, 246—253, 265—271, 289—295, 313—318, 337—340, 361—369.
- Die theologische Facultät der k. k. Universität Lemberg // Zschokke Hermann, ed., Die theologischen Studien und Anstalten der katholischen Kirche in Öesterreich. — Wien-Leipzig, 1894. — S. 298—307.

### Праці і переклади
- Gramatyka języka hebrajskiego. — Żółkiew, 1899; wyd. 2 — Lwów, 1906.
- Выясненье псалмôвъ и иншихъ богослужебныхъ пісней, котри читаємъ въ Часослові. Списавъ Др. Климентій Сарницкій, Іеромонахъ Чина св. Василія В., ц. к. професоръ наукъ библійныхъ С. З. въ университеті Львôвскôмъ, Львôвъ, Накладомъ автора. — Изъ типографіи Ставропигійского Института, 1888. — (Друге, поправлене видання у Жовкві, 1903).
- Дорога спасенія або спосôбъ, якимъ дойти до христіанскои досконалости зъ додаткомъ короткихъ молитвъ. Переложивъ пôсля Бонефона О. Климентъ Сарницкій, Іеромонахъ Чина св. Василія Великого, ц. к. професоръ наукъ библійныхъ С. З. въ университеті Львôвскôмъ, Въ Львôві, Накладомъ автора. — Зъ типографіи Ставропигійского Института, 1889.
- Духовна лікарня [аптика] для всіхъ, що хотять вічно житии. Книжочка поучаюча списана пôсля Ернеста Маріи Миллєра, Епископа Линцкого, черезъ Д-ра Климента Сарницкого, Іеромонаха Чина св. Василія В., ц. к. професора въ университеті Львôвскôмъ, Львôвъ: Накладомъ Товариства св. Ап. Павла. — Зъ друкарні Товариства им. Шевченка, 1892.
- Коротки розважаня о муці Господа Іисуса Христа зъ прикладами для терплячихъ душъ. — Львôвъ, 1898 (перевид.: О. Клементій Сарницький, ЧСВВ, Розважання на сорок днів Великого посту, Львів «Добра книжка», 2011).
- Молебенъ къ Пресвятôй Діві Маріи и Сладчайшому Іисусу съ прибавленіемъ нікіихъ пісней или Богослуженіе на Май и Юній, Львôвъ: Изъ типографіи Ставропигійского Института, 1891.
- Наука о найсвятійшôй тайні Евхаристіи списавъ Дръ Климентій Сарницкій, Протоигуменъ Чина св. Василія Вел. и ц. к. професоръ на Университеті Львôвскôмъ, Львôвъ, Накладомъ Тов. св. Ап. Павла. — Зъ друкарні О. О. Василіянъ въ Жовкві, 1897.
- Пôзнанє любви и милосердія Господа нашого Іисуса Христа, Жовква. — Зъ печатні ОО. Василіянъ, 1899.
- Розважаня при посіщеню Найсвятійшихъ Тайнъ на кождый день въ місяцю, списавъ Д-ръ Климентъ Сарницкій, Іеромонахъ Чина св. Василія В. и ц. к. професоръ въ университеті львôвскôмъ, Львôвъ, Изъ типографіи Ставропигійской, 1890. (а також: Жовква, 1896; третє видання у Жовкві, 1913; четверте видання: Жовква 1926).
- Правды вічни черезъ кардинала Росиньолього, Жовква: Зъ печатні оо. Василіянъ, 1897. (Друге, поправлене видання у Жовкві, 1903).
- Фильотея або дорога до побожного житя, уложена Святымъ Францішкомъ Салезіемъ, переведена на языкъ рускій черезъ о. Климента Сарницкого, протоигумена Чина св. Василія В. и ц. к. професора богословія въ университеті, У Львôві: Зъ друкарні Наукового товариства им. Шевченка, 1895. (а також: Жовква, 1899; третє видання у Жовкві, 1906).